# 丰收圩
丰收圩是一个位于中华人民共和国安徽省池州市的淡水湖，面积约为4.54平方千米，属于长江区。它的一级流域为长江流域，二级流域为长江干流水系。